# Angelo Buizza
Angelo Buizza (Flero, 6 ottobre 1885 – Brescia, 15 maggio 1963) è stato un politico italiano, eletto nella I, II e III legislatura della Repubblica Italiana al Senato.

## Biografia
Figlio di Luigi e Luigia Cadeo, si laureò in ingegneria al Politecnico di Torino; nel 1903 si iscrisse alla Federazione universitaria cattolica italiana, rimanendovi fino al 1908. Ufficiale nella prima guerra mondiale, si iscrisse nel 1919 al neonato Partito Popolare Italiano. Non aderì al fascismo, e al termine della seconda guerra mondiale fu nominato sindaco della liberazione del suo paese natale. Consigliere comunale della città di Brescia dal 1946, ricoprì l'incarico di assessore ai lavori pubblici.
Nel Governo Segni I fu sottosegretario di Stato al Ministero dell'industria e commercio guidato dal liberale Guido Cortese.